# Catoforite
La catoforite (simbolo IMA: Ktp) è un minerale non comune del supergruppo dell'anfibolo, all'interno del quale viene collocato nel "gruppo degli anfiboli con W(OH,F,Cl)-dominante" e da lì al sottogruppo degli anfiboli di sodio-calcio dove occupa un posto nel "gruppo contenente la radice catoforite nel nome"; essendo un anfibolo, appartiene agli inosilicati e pertanto alla famiglia minerale dei "silicati", e possiede composizione chimica Na(NaCa)(Mg4Al)(Si7Al)O22(OH)2.
La catoforite è definita con:
- catione sodio dominante in posizione A
- catione magnesio bivalente (Mg2+) dominante in posizione C2+
- catione alluminio dominante in posizione C3+
- anione idrossile (OH-) dominante in posizione W.

## Etimologia e storia
È stata descritta con il nome di katoforite nel 1894, la revisione della nomenclatura degli anfiboli del 1978 ha definito con il nome di magnesio-alumino-catoforite il termine con magnesio e alluminio dominanti nella posizione C con formula chimica NaCaNaMg4AlSi7AlO22(OH)2, mentre con il nome 'catoforite' definiva l'attuale ferro-catoforite. La revisione della nomenclatura del 1997 ha modificato il nome in magnesiocatoforite e formula chimica Na(CaNa)Mg4(Al,Fe3+)Si7AlO22(OH)2 e infine il nome è diventato catoforite con la revisione del 2012.
Nel 2014 l'IMA ha assegnato a una nuova specie il nome catoforite descritta in seguito in base a un campione proveniente dalla zona di Hpakan nell'area delle miniere di giada (Jade Mine Tract) in Birmania.
Il termine catoforite viene dal greco καταφορά ('kataphora', precipitare) in riferimento alla sua origine vulcanica.

## Classificazione
La classica nona edizione della sistematica dei minerali di Strunz, aggiornata dall'Associazione Mineralogica Internazionale (IMA) fino al 2009, elenca la catoforite con il nome magnesiocatoforite e la colloca nella classe "9. Silicati (germanati)" e da lì nella sottoclasse "9.D Inosilicati"; questa viene suddivisa più finemente in base alla struttura cristallina del minerale, in modo tale che la catoforite (magnesiocatoforite) possa essere trovata nella sezione "9.DE Inosilicati con catene doppie di periodo 2, Si4O11; clinoanfiboli" dove forma il sistema nº 9.DE.20.
Tale classificazione viene mantenuta anche nell'edizione successiva, proseguita dal database "mindat.org".
Nella Sistematica dei lapis (Lapis-Systematik) di Stefan Weiß la catoforite è nella classe dei "silicati" e da lì nella sottoclasse degli "inosilicati"; qui il minerale si trova nella sezione di quelli che hanno struttura "[Si4O11] a due bande 6-; anfiboli Na-Ca" dove forma il sistema nº VIII/F.09.
Anche la classificazione dei minerali secondo Dana, usata principalmente nel mondo anglosassone, elenca la catoforite nella famiglia dei silicati; qui è nella classe degli "inosilicati: catene doppie non ramificate, W=2" e nella sottoclasse degli "inosilicati: catene doppie non ramificate, configurazione anfibolo W=2" dove forma il "gruppo 3, gli anfiboli sodico-calcici" con il numero di sistema 66.01.03b.

## Abito cristallino
La catoforite cristallizza nel sistema monoclino nel gruppo spaziale C2/m (gruppo nº 12) con le costanti di reticolo a = 9,8573(8) Å, b = 17,962(1) Å, c = 5,2833(4) Å e β = 104,707(2)°, oltre ad avere 2 unità di formula per cella unitaria.

## Origine e giacitura
La catoforite è stata trovata nelle rocce ignee alcaline, compresi i complessi ad anelli plutonici e i dicchi, oltre che nelle carbonatiti; la paragenesi è con arfvedsonite, calcite, egirina, magnetite e nefelina.
La catoforite non è un minerale comune ed è stato trovato in meno di una sessantina di siti sparsi per il mondo. Qui si ricorda solo la sua località tipo, nelle mineire di giada di "Hpakant-Tawmaw" nello Stato Kachin.

## Forma in cui si presenta in natura
La catoforite forma aggregati prismatici, granulari, anche fibrosi. Il minerale è da trasparente a traslucida con lucentezza vitrea; il colore è nero, nero-verdastro o nero-rossastro.

## Minerali correlati
- La fluoro-catoforite è un minerale con composizione chimica simile alla catoforite, Na(NaCa)(Mg4Al)(Si7Al)O22F2, dove il fluoro è l'anione dominante in posizione W al posto dell'idrossile. Il minerale non è ancora stato riconosciuto dall'IMA, purtuttavia è elencato nel sottogruppo degli anfiboli di sodio-calcio dove occupa un posto nel "gruppo contenente la radice catoforite nel nome".[19]

- La potassic-fluoro-catoforite è anch'esso un minerale non ancora approvato dall'IMA e appartenente al gruppo con la radice catoforite nel nome. La sua composizione chimica è K(NaCa)(Mg4Al)(Si7Al)O22F2: questo significa che rispetto alla fluoro-catoforite possiede il potassio dominante in posizione A, anziché il sodio.[20]

- La potassic-ferri-catoforite (K(NaCa)(Mg4Fe3+)(Si7Al)O22(OH)2) ha caratteristiche chimiche comuni alla potassic-fluoro-catoforite, anche se in posizione C3+ si ha il catione ferro ferrico e in posizione W l'anione idrossile al posto del fluoro.[21]

- La potassic-ferro-ferri-catoforite (K(NaCa)(Fe2+4Fe3+)(Si7Al)O22(OH)2) invece possiede in posizione C2+ il ferro ferroso.[22]

Anche questi ultimi due minerali non sono ancora stati approvati dall'IMA e appartengono al gruppo con il nome-radice catoforite, e tutti quanti sono classificati nella Classificazione Strunz-mindat nel sistema nº 9.DE.20.